# Institut de Recerca Biomèdica de Lleida
|  | Aquest article tracta sobre l'IRB de Lleida. Si cerqueu el de Barcelona, vegeu «Institut de Recerca Biomèdica». |

L'Institut de Recerca Biomèdica de Lleida Fundació Dr. Pifarré (IRBLleida), constituït l'any 2004, és una institució participada per la Universitat de Lleida i l'Institut Català de la Salut dedicada a la investigació biomèdica amb l'objectiu d'avançar en la recerca biomèdica com a mitjà per millorar la salut de la població i facilitar una activitat assistencial òptima en situacions de malaltia.
L'IRBLleida es va crear amb l'objectiu de crear sinergies entre la recerca bàsica, clínica i epidemiològica, fent de la recerca biomèdica un motor clau per a millorar la pràctica clínica actual. L’IRBLleida cobreix una cadena de recerca traslacional, des de la recerca bàsica, dirigida a entendre els mecanismes fisiològics i patològics del cos humà, fins a la recerca que estudia el comportament de les malalties en grans grups de població. La seva missió és generar coneixement d'excel·lència, capaç d'impactar en la salut i la qualitat de vida de la població, i fer-ho amb una marcada vocació internacional i d'inclusió del potencial territorial.
Formen part de l'IRBLleida grups de recerca de la Facultat de Medicina de la UdL, de l'Hospital Universitari Arnau de Vilanova, l'Hospital Universitari de Santa Maria i del Departament de Salut de la Generalitat de Catalunya. La institució està ubicada a l'edifici Biomedicina I i II de la Universitat de Lleida i també disposa d'un centre a Torrelameu, el centre CREBA.
L’IRBLleida és un institut CERCA des de 2013, i consegüentment s'organitza segons un model de bon govern i funcionament que garanteix l'eficiència, la flexibilitat de la gestió, la captació i promoció del talent, la planificació estratègica i la capacitat executiva. A més, és un dels 34 'Institut d'Investigació Sanitària (IIS) espanyols reconeguts per l'l'Institut de Salut Carlos III. Una acreditació que ha sigut renovada en una ocasió.
L'any 2014 va ser guardonat amb el Premi Internacional Ciutat de Lleida degut a la participació en projectes científics internacionals, el gran nombre de publicacions en revistes especialitzades (la major part en publicacions de gran impacte i/o internacionals), la participació de professionals de molt diverses nacionalitats en grups científics i de recerca, l'organització de gran quantitat de jornades i congressos i activitats de caràcter internacional i la participació com a ponents dels seus membres en els organitzats fora de les nostres fronteres i que una gran part dels investigadors postdoctorals procedeixen de tercers països i són molts altres els que sol·liciten, des de diverses parts del món, la incorporació en els grups de recerca de l'organisme lleidatà.

## Àmbits de recerca
Les àrees de recerca principals són Càncer, Malalties cròniques, Cirurgia i Cures en Salut, Epidemiologia, Malalties infeccioses i Salut pública, Neurociències i Nutrició, Metabolisme i Estrès Cel·lular. L'institut posa a disposició de les empreses farmacèutiques, biotecnològiques, agroalimentàries i altres centres d'investigació, tota la seva capacitat científica, tecnològica i de gestió. En concret, dissenyen i desenvolupen:
- Projectes coordinats d'investigació bàsica, clínica i traslacional.
- Assaigs preclínics en models cel·lulars i/o models animals de diferents malalties, per a la validació d'efectes, toxicitat o detecció de noves aplicacions.
- Assaigs clínic-epidemiològics en entorn hospitalari (oncologia, malaltia renal, endocrinologia, malaltia neurodegenerativa, nutrició).

Disposen de serveis analític-tècnics especialitzats com el biobanc, citometria i microscòpia, immunohistoquímica de teixits i patologia molecular, metabolòmica i bioestadística. En concret, les àrees d'interès per a desenvolupar projectes de recerca en cooperació són l'oncologia, malaltia renal, farmacologia, apnea del son, infeccions respiratòries, malalties de la pleura, neurociències i malalties rares, endocrinologia, envelliment humà, trastorns mentals, nutrició i cirurgia experimental, entre d'altres.